# Erik McCree
Erik McCree (Orlando, 20 dicembre 1993) è un cestista statunitense.